# ماریوس برنیس
ماریوس برنیس (لیتوانیایی: Marius Berenis؛ زادهٔ ۴ مارس ۱۹۷۳ ‏(۵۲ سال)) سلبریتی، بازیگر و موسیقی‌دان اهل لیتوانی است.